# Amway

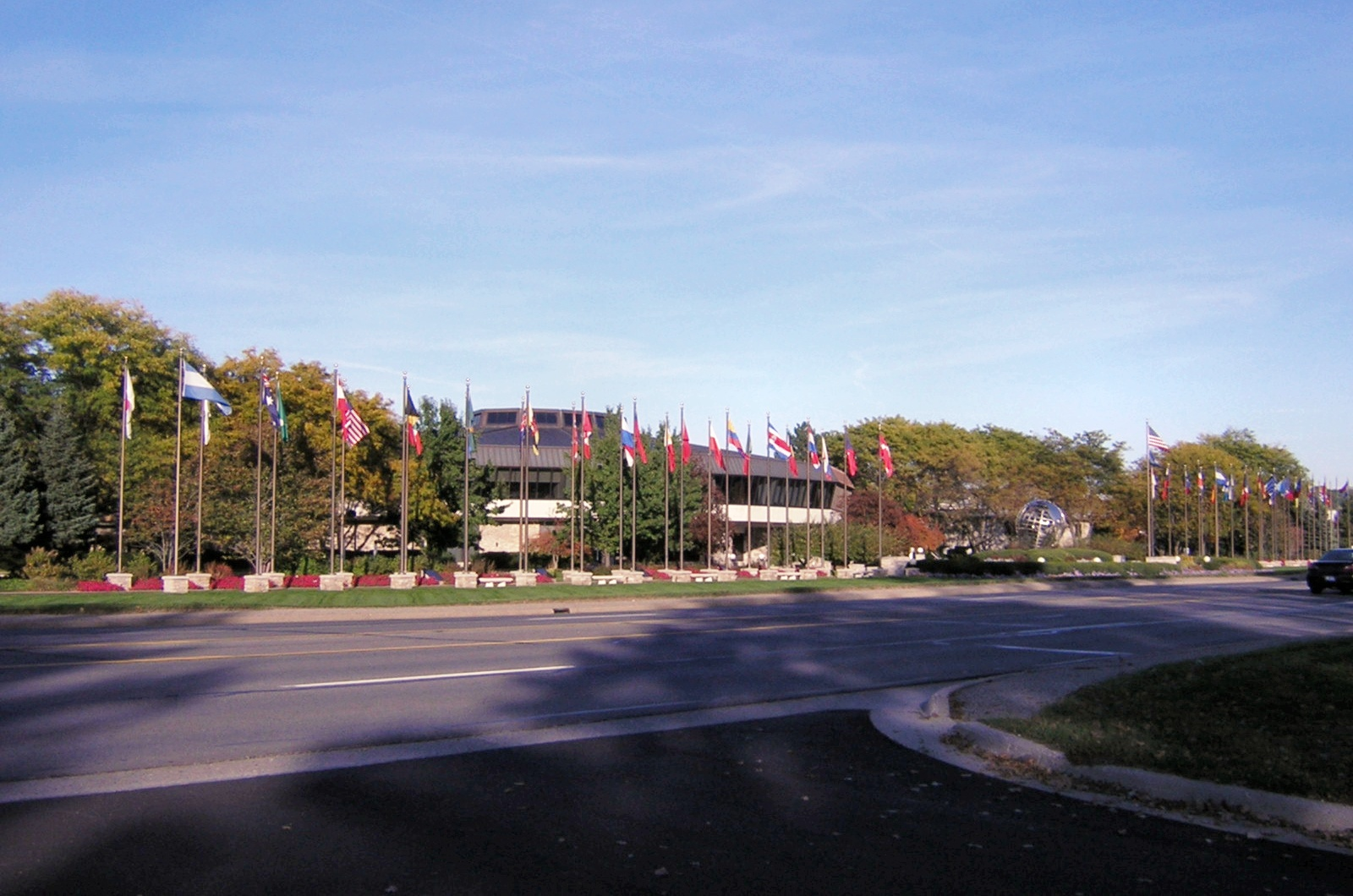
Siège d'Amway à Ada, dans le Michigan.

Amway (American Way) est une société américaine de vente directe, pratiquant la vente multiniveau. Fondée en 1959, elle distribue une large gamme de produits en matière de soins pour la peau, de nutrition et de bien-être, d’hygiène personnelle, de certificats cadeau et d’entretien de la maison,,. En 2012, Amway et les autres filiales de sa maison-mère Alticor ont réalisé un chiffre d'affaires de 11,3 milliards de dollars, après sept ans de croissance consécutive.
En France, Amway est membre de la Fédération de la vente directe.

## Historique
La société Amway a été créée en 1959 à Ada (en) dans le  Michigan, aux États-Unis, par Jay Van Andel et Rich Devos.

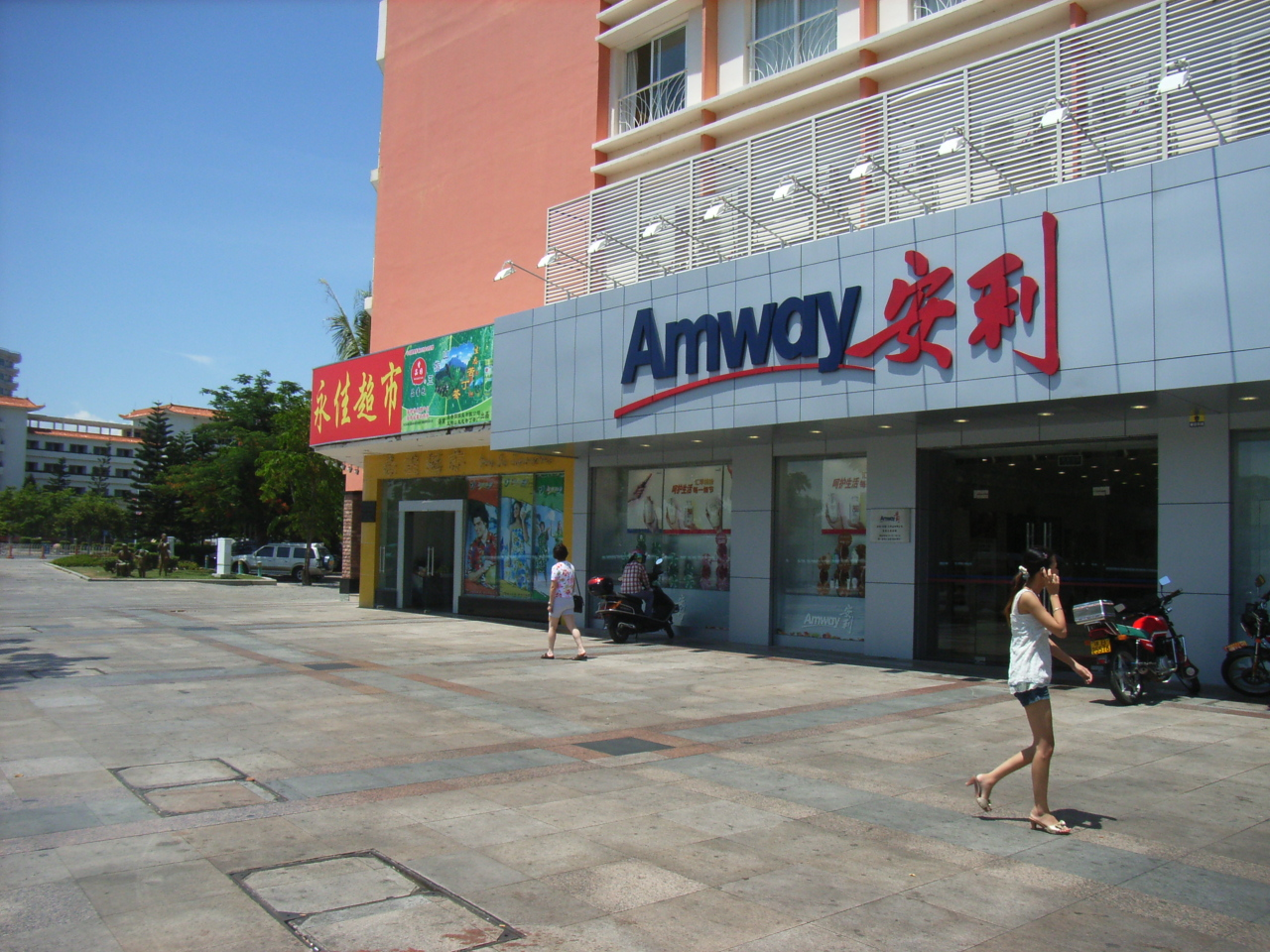
Un magasin Amway sur l'île de Hainan (Chine) en 2006.

Amway a pris pied en Australie en 1971, en Europe en 1973, en Asie en 1974, au Japon en 1979, en Amérique latine en 1985, en Chine en 1995, en Afrique en 1997, en Inde et en Scandinavie en 1998, en Ukraine en 2003, en Russie en 2005 et au Viêt Nam en 2008.
En 2000, les fondateurs d’Amway ont créé la holding Alticor Inc., qui regroupe leurs différentes branches d’activité. Le groupe comprend les entreprises suivantes : Amway Corporation et Access Business Group, groupe de sociétés de service spécialisées dans la fabrication et la distribution de produits partout dans le monde, qui assure l’infrastructure logistique Amway.
Elle fait maintenant affaire avec 95 partenaires commerciaux  et services tel : DELL, Apple, HP, Bose, La Source, Aldo, Gap, Old Navy, Globo, Disney store, Lego, Columbia, Crocs, Whirlpool, SONY Music, Poste Canada, Budget, Expédia, Home Dépôt, Lowe's, Macy's etc., et certains autres sont exclusifs à Amway.

## Controverses
En 1997, le documentaire polonais Witajcie w życiu (pl) fait une critique féroce de l'entreprise. Bien que produit par la télévision publique TVP, il a été interdit en Pologne pour diffamation.
Le système fonctionne par un pourcentage de gains sur les produits vendus, soit à un particulier, soit à un vendeur que l'on a recruté, ce qui se rapproche d'un concept pyramidal. Elle a donc été critiquée et a fait l'objet de plusieurs enquêtes pour fraude ou vente pyramidale,.